# 코야
코야(힌디어: खोया)는 남아시아의 유제품이다. 우유나 물소젖을 끓여 만든 유고형물이며, 미타이 등을 만드는 데 쓰인다.

## 이름
지역에 따라 코야(벵골어: খোয়া, 우르두어: کھویا, 칸나다어: ಖೋಯಾ, 힌디어: खोया, 펀자브어: ਖੋਇਆ 코이아), 코아(힌디어: खोआ, 비하르어: खोआ, 펀자브어: ਖੋਆ), 코와(비하르어: खोवा, 칸나다어: ಖೋವಾ 코바, 텔루구어: కోవా 코바), 쿠아(네팔어: खुआ, 오리야어: ଖୁଆ), 쿠와(네팔어: खुवा), 마와(네팔어: मावा, 벵골어: মাওয়া, 힌디어: मावा 마바) 등 여러 가지 이름으로 불린다. 

## 만들기
우유나 물소젖을 오랫동안 끓여 수분을 증발시키면 우유(또는 물소젖)가 걸쭉해지다가 덩어리지게 되는데, 이것을 틀에 부어 굳힌다. 코야를 빠르게 만들 때는 우유에 분유를 넣고 걸쭉해질 때까지 익히기도 하는데, 이렇게 만든 코야는 전통적인 방식으로 오래 끓여 만든 것과 질감이 다르다.
갓 만든 코야는 미색이지만, 겨울에 만들어서 여름까지 보관할 경우에는 겉면에 해롭지 않은 곰팡이가 피어 코야가 초록색을 띠게 된다. 이것을 하리얄리 코야(힌디어: हरियाली खोया→초록색 코야)라 부르며, 굴랍자문 같이 코야를 완전히 익혀 만드는 음식에 사용한다.

## 사진

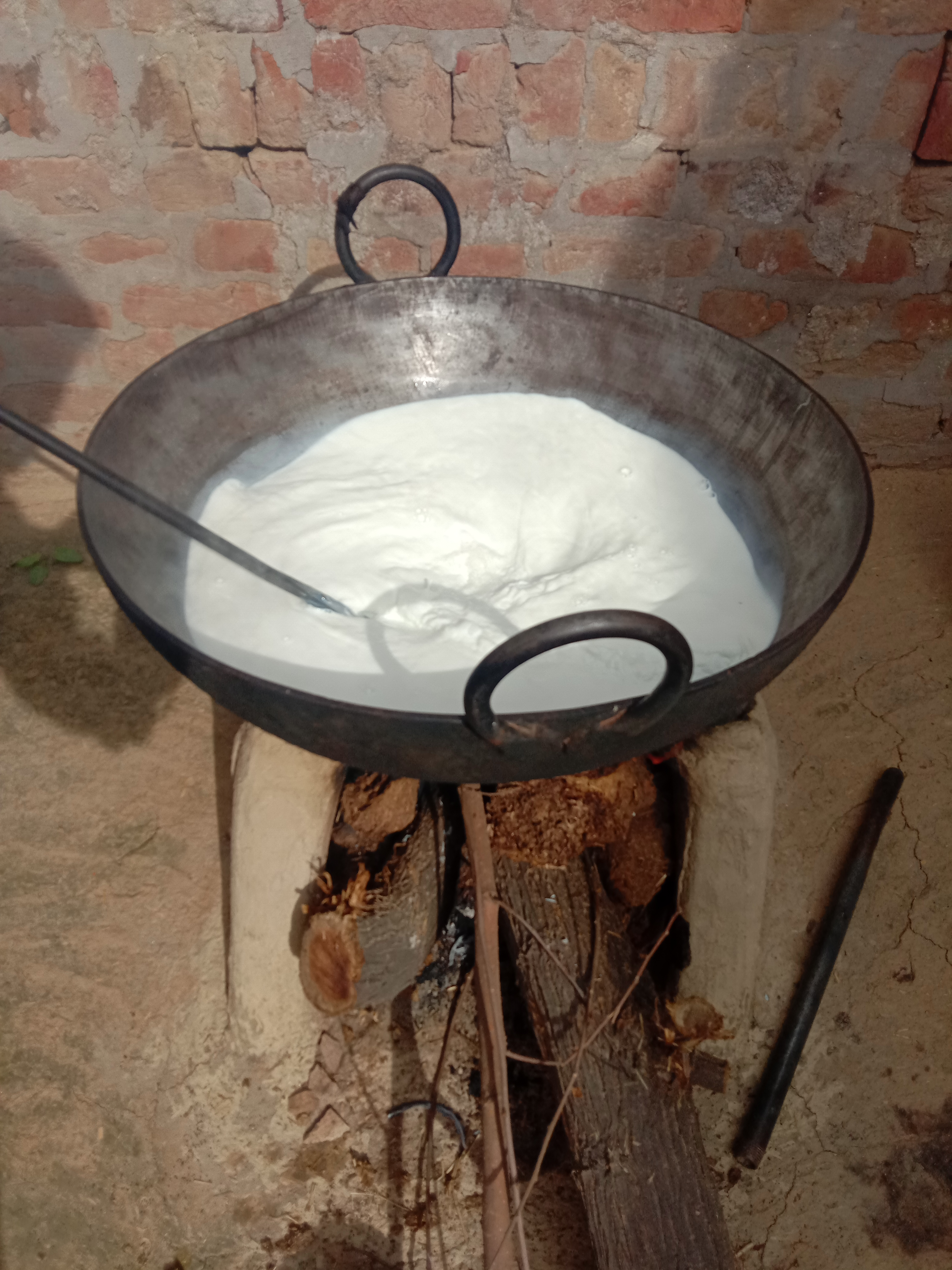
코야 만들기
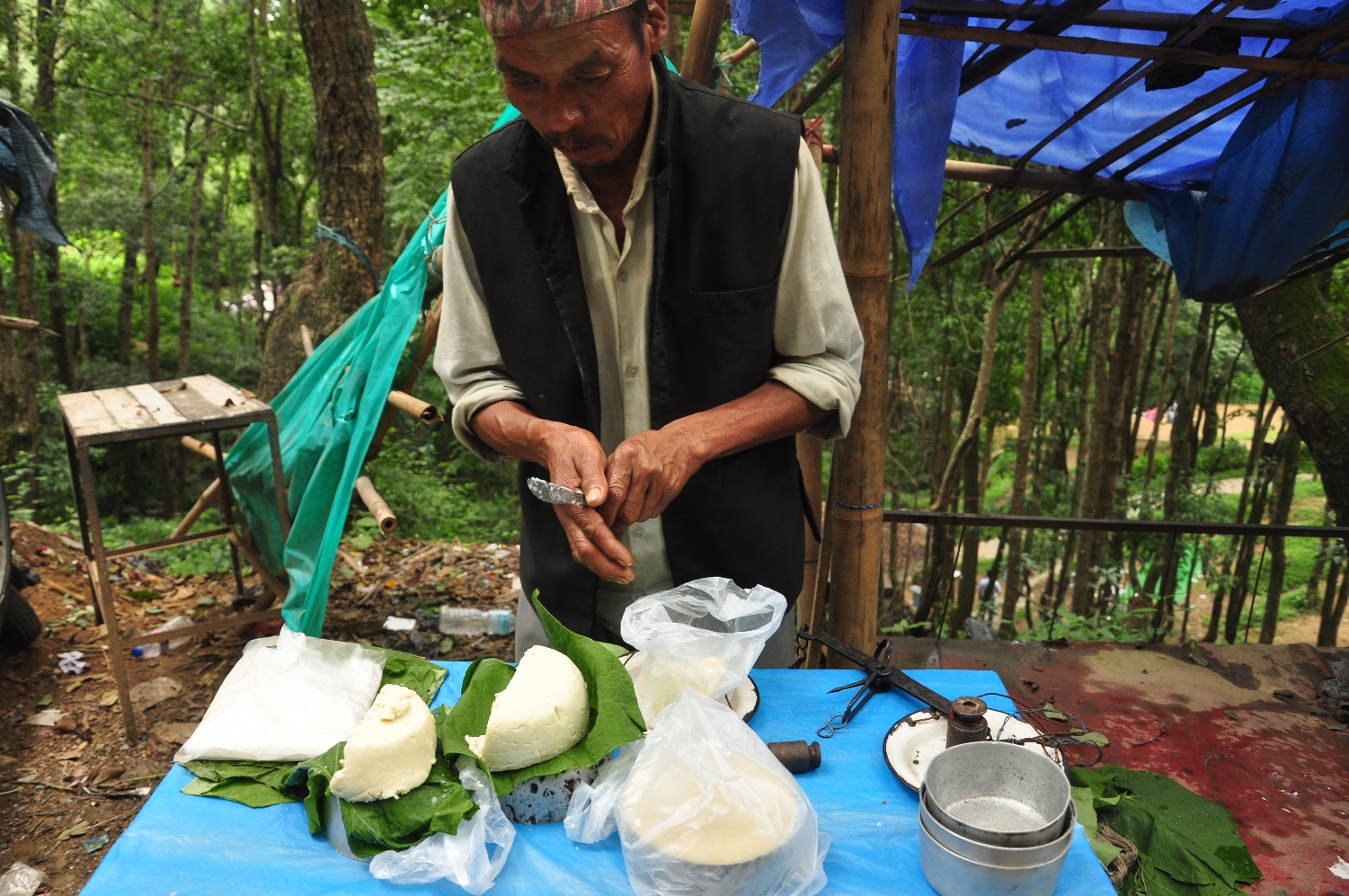
네팔의 쿠와 상인

## 같이 보기
- 체나